# Ereleuva
Ereleuva (sau Ereriliva, Erelieva, Erilaz) (n. înainte de 440-d. cca. 500?) a fost mama regelui Theodoric cel Mare al ostrogoților. Ea este adesea reținută drept concubină a tatălui lui Theodoric, Theodemir, deși istoricul Thomas Hodgkin afirmă că "acest cuvânt reprobabil cu greu face dreptate poziției pe care ea a ocupat-o. La multe dintre semințiile germanice, ca și la normanzii de mai târziu, se pare că exista o anume destindere față de ritualul căsătoriei..." Faptul că Gelasius o numește regina sugerează că a deținut o poziție socială proeminentă, în pofida legăturii informale cu Theodemir.
Ereleuva era catolică, ea fiind botezată cu numele de Eusebia. Probabil că anterior s-a convertit la arianism, odată ajunsă la maturitate, însă detaliile nu sunt clare în consemnările istorice. Ereleuva este reținută ca luând catolicismul prea în serios, după cum rezultă din corespondența sa cu papa Gelasius I și din referirea făcută la ea în Panegiricul lui Theodoric a lui Ennodius.
Numele ei a fost redat în mod diferit de către istoricii antichității: Ereriliva (în cronica fragmentar păstrată a lui Anonymus Valesianus, din cca. 527); Erelieva (de către Iordanes); în prezent, istoricii moderni o numesc Ereleuva, după felul în care în mod frecvent i se adresa Gelasius.